# Lucia Romanov
Lucia Romanov-Stark (Bucarest, 28 aprile 1959) è un'ex tennista rumena.

## Biografia
Nei tornei del Grande Slam ha ottenuto il suo miglior risultato raggiungendo le semifinale di doppio misto all'Open di Francia nel 1982, in coppia con lo statunitense Sherwood Stewart.
In Fed Cup ha disputato un totale di 16 partite, ottenendo 9 vittorie e 7 sconfitte.
Attualmente vive negli USA, col marito e il figlio. Ha una sorella gemella, anch'essa ex tennista professionista, Maria Romanov, specializzata nel doppio.